# Viktor Orbán
Viktor Mihály Orbán (Székesfehérvár, 31 de maio de 1963) é um político húngaro que serve como primeiro-ministro da Hungria desde 2010, anteriormente tendo ocupado o cargo de 1998 a 2002. Preside o partido nacional-conservador Fidesz, desde 1993, com uma breve pausa entre 2000 e 2003. Sob sua liderança, o governo húngaro mudou para o que Orbán chama "democracia iliberal" (ele cita China, Rússia, Índia, Singapura e Turquia como modelos de governança) e passou a promover o antiamericanismo, o euroceticismo e a oposição à democracia ocidental. Mantém uma relação amistosa com o presidente da Rússia, Vladimir Putin, e com o presidente dos EUA, Donald Trump.

## Vida política
Orbán estudou na Universidade Eötvös Loránd e, brevemente, na Universidade de Oxford antes de ingressar na política na esteira das Revoluções de 1989. Liderou o movimento estudantil reformista da Aliança dos Jovens Democratas (Fiatal Demokraták Szövetsége), o nascente Fidesz. Orbán tornou-se conhecido nacionalmente depois de fazer um discurso no enterro de Imre Nagy em 1989 e outros mártires da revolução de 1956, no qual exigiu abertamente que as tropas soviéticas deixassem o país. Após a transição da Hungria para uma democracia multipartidária em 1990, foi eleito para a Assembleia Nacional e liderou a bancada parlamentar do Fidesz até 1993. Sob Orbán, o Fidesz afastou-se de seu programa liberal clássico e favorável ao europeísmo em direção ao conservadorismo nacional e a um modelo de economia mista descrito como social-democrata e democrata-cristão.
O primeiro mandato de Orbán como primeiro-ministro, de 1998 a 2002, à frente de um governo de coalizão conservador, foi dominado pelo foco em questões econômicas e pela adesão da Hungria à OTAN. Serviu como líder da oposição de 2002 a 2010. Em 2010, tornou-se novamente primeiro-ministro após a vitória massiva do Fidesz em coligação com o Partido Popular Democrata-Cristão. As questões centrais durante seu segundo mandato incluíram grandes reformas constitucionais e legislativas, a crise migratória europeia, a regulamentação da CEU e a pandemia de COVID-19. Orbán foi reeleito três vezes consecutivas, em 2014, 2018 e 2022, tornando-se o primeiro-ministro mais duradouro do país. Em dezembro de 2021, tornou-se o chefe de governo com mais tempo em exercício na UE.
Por causa da restrição da liberdade de imprensa, erosão da independência judicial e enfraquecimento da democracia multipartidária, muitos politólogos e observadores consideram que a Hungria sofreu retrocessos durante o mandato de Orbán. Os ataques de Orbán à UE ao mesmo tempo que aceita o seu dinheiro e o canaliza para os seus aliados e familiares também levaram seu governo a ser caracterizado como uma cleptocracia. Entre 2010 e 2020, a Hungria caiu 69 lugares no Índice de Liberdade de Imprensa e 11 lugares no Índice de Democracia; A Freedom House rebaixou o país de "livre" para "parcialmente livre". Como resultado, o Fidesz foi suspenso do Partido Popular Europeu de março de 2019 a março de 2021, tendo deixado o partido devido a uma disputa sobre a nova linguagem de Estado de direito nos estatutos do mesmo. Outras críticas a Orbán surgem pela abertura da Hungria para investimento chinês e uso do combate à COVID-19 para alargar seus poderes e promover políticas anti-imigração e anti-LGBT+.
Ao longo da sua trajetória política, Orbán adotou uma retórica nativista e social-conservadora, sendo considerado um político de extrema-direita por analistas.

## Biografia
Orbán nasceu a 31 de maio de 1963 em Székesfehérvár numa família rural de classe média, como o filho mais velho do empresário e agrônomo Győző Orbán (nascido em 1940) e da educadora especial e fonoaudióloga Erzsébet Sípos (nascida em 1944). Tem dois irmãos mais novos, ambos empresários, Győző, Jr. (nascido em 1965) e Áron (nascido em 1977). O seu avô paterno, Mihály Orbán, praticava agricultura e pecuária. Orbán passou a sua infância em duas aldeias próximas, Alcsútdoboz e Felcsút no condado de Fejér; frequentou a escola lá e em Vértesacsa. Em 1977, a sua família mudou-se permanentemente para Székesfehérvár.
Orbán formou-se em 1981 na Blanka Teleki High School, em Székesfehérvár, onde estudou inglês. Depois de completar dois anos de serviço militar, estudou Direito na Universidade Eötvös Loránd, em Budapeste, escrevendo a sua tese sobre o movimento polonês Solidariedade. Depois de obter o seu diploma de JD (equivalente a um mestrado) em 1987, morou em Szolnok por dois anos, indo para Budapeste como sociólogo no Management Training Institute no Ministério da Agricultura e Alimentação da Hungria.[carece de fontes?]
Em 1989, Orbán recebeu uma bolsa da Fundação Soros para estudar ciência política no Pembroke College, Oxford. O seu tutor pessoal foi o filósofo político hegeliano Zbigniew Pełczyński. Em janeiro de 1990, deixou Oxford e retornou à Hungria para concorrer a um assento no primeiro parlamento pós-comunista da Hungria.
Entre 14 e 15 anos, foi secretário da organização juvenil Liga da Juventude Comunista Húngara (em húngaro: Magyar Kommunista Ifjúsági Szövetség, KISZ), da sua escola secundária (a adesão ao KISZ era obrigatória para se matricular numa universidade). Posteriormente, Orbán disse em uma entrevista que suas visões políticas mudaram radicalmente durante o serviço militar: antes considerava-se um "apoiador ingênuo e dedicado" do regime comunista.[carece de fontes?]